# Koninklijke Volleybalclub Genk
Koninklijke Volleybalclub LensOnline Genk (KVC LensOnline Genk), sedert april 1956 aangesloten bij de Belgische Volleybalbond, is met stamnummer Limburg 0137 de oudste en een van de grootste volleybalclubs in België. In 2006 verkreeg de vereniging ter gelegenheid van haar 50-jarig bestaan, de eretitel "Koninklijk".
KVC LensOnline Genk speelt sedert seizoen 2014-2015 al haar thuiswedstrijden in de eigen Eurassur-Hal op de Richter 17 in Genk. Voor de beachvolleyballers werden in 2016 in het park voor de Eurassur-hal 4 beachvolleybalterreinen aangelegd.
Einde seizoen 2021-2022 promoveerde de A-ploeg heren van derde nationale naar tweede nationale. De B-ploeg heren treedt na de promotie aan in derde nationale en de C-ploeg heren in Promo3. De damesteams spelen respectievelijk in eerste, tweede en vierde provinciale.
Daarnaast heeft de club ook een heel aantal jeugdploegen in zowat iedere reeks in de provinciale en/of gewestelijke reeksen, één heren- en twee damesteams in de recreatieve VKS en vanaf seizoen 2017/2018 ook een G-team (netbal). Voor de allerkleinsten (5- en 6-jarigen) is er een bewegingsschool waar de eerste stappen naar het volleybalspel worden gezet.

## Geschiedenis
Alles begon in april 1956 toen in Hoevenzavel, een wijk binnen Genk, een nieuwe Limburgse volleybalvereniging boven het doopvont werd gehouden: HOEVOC (Hoevenzavel Volleybalclub) met als stamnummer 0137. Dit stamnummer werd de volgende 60 jaren telkens overgedragen aan de nakomelingen van de moederclub en is dus nog steeds het officiële stamnummer van het huidige KVCR Wara Genk.
De pionierstijd van het volleybal, met een beperkte competitie en openluchtwedstrijden, evolueerde stilaan naar een beter gestructureerd en gecommercialiseerd zaalgebeuren waarin de bouw van Sporthal Familia, met haar destijds revolutionaire zwevende parketvloer, een belangrijke stimulerende rol speelde. “De Familia“ werd dan ook de onbetwistbare thuishaven van het latere VC Hörmann Genk, gesponsord door het gelijknamige bedrijf, dat daardoor in België en Europa grote naambekendheid verwierf. Ook in het volleybal had de financiële en logistieke steun vanuit het bedrijfsleven zijn intrede gedaan en een periode van
hoogconjunctuur was aangebroken.
Midden de zeventiger jaren werd VC HÖRMANN Genk, mede door de bewuste inbreng van vooral Poolse sterspelers (Polen won volleybalgoud op de Olympische Spelen van Montréal in 1976!), zowat de sterkste ploeg van België met landstitels en bekeroverwinningen als bekroning. In 1985 was VC HÖRMANN Genk de eerste Belgische ploeg die een Europese finale speelde, nl. de finale van de Confederale Beker.
Intussen was ook het jaarlijks Kersttornooi in Zaal Familia, met deelname van talrijke Oost-Europese en Aziatische topteams en topspelers, uitgegroeid tot een legendarische klassieker, waarvoor heel Limburg, en zelfs volleybalminnend België, naar Genk afzakte. De Familia puilde uit van het volk en daverde op haar grondvesten!
Vanaf 1986, na het wegvallen van hoofdsponsor HÖRMANN, brak een periode aan van tanend en wisselend sportief succes. De ploeg pendelde van Eredivisie over 1ste Nationale naar zelfs 1ste Divisie, moest ieder jaar opnieuw op zoek naar andere (hoofd)sponsors en deed verwoede pogingen tot rationalisering door fusieoperaties met Opglabbeek en de zusterclub Genk ’77. Anderzijds deed men pogingen tot meer professionalisering door het aantrekken van buitenlandse spelers, inspelend op een algemene trend in de sportwereld.
Ook in de andere Genkse wijken (Bret, Winterslag, Boxbergheide, ...) werden competitieploegen opgericht met behoorlijk sportief succes, zodat er een stevige gemeentelijke concurrentie ontstond, zeker op het vlak van aantrekken van sponsoring. Olaerts Genk, later Wara Genk, White Light Genk, Desem Boxbergheide, Malpertuus en VC E&Y Genk visten in dezelfde vijver. Toen de respectievelijke clubverantwoordelijken eindelijk hadden ingezien dat samenwerking onontbeerlijk was om het hoofd te bieden aan de toenemende structurele, financiële, logistieke en commerciële eisen die aan een goed werkende sportvereniging werden gesteld, werd in mei 1998 de grote Genker fusieoperatie doorgevoerd tussen het toenmalige Wara Genk, Desem Boxbergheide en VC E&Y Genk. Dit leidde tot de creatie van één grote competitieclub in Genk: “ Volleybalclub Genk “, later omgedoopt, nadat ook de spelers van Volley Racing Genk zich hadden aangesloten, tot de naam Volleybalclub Racing Genk.
In 2006 ontving de vereniging als eerste volleybalclub in Limburg voor haar 50-jarig bestaan, de ere-titel “Koninklijk“. Koninklijke VC Racing Genk is daarmee, met stamnummer 0137, de oudste bij het Belgisch Volleybal aangesloten club in onze provincie.
Na het noodgedwongen vertrek uit Zaal Familia werd er tot en met het seizoen 2013-2014, getraind en gespeeld in de sporthallen van verschillende scholen. Vanaf augustus 2014 gaan alle trainingen en wedstrijden door in de nieuwe, eigen "Eurassur-hal". Deze hal, met bijhorend Grand Café “De Passeur“, werd, met financiële steun van de stad Genk, in eigen beheer gebouwd en richt zich hoofdzakelijk op de beoefening van de volleybalsport.
Ook hoofdsponsor Wara kon zich vinden in de ambities van de club en verbond opnieuw zijn naam aan de vereniging waardoor de naam van de club veranderde in KVCR Wara Genk.
En einde mei 2016 werd de huidige accommodatie dan nog eens uitgebreid met 4 volleybalbeachpleinen, gelegen in het park aan de voorzijde van de hal, zodat het hele jaar door volleybal kan worden aangeboden. Als (voorlopig) sluitstuk werd eind 2017 de Eurassur-hal nog uitgebreid met een polyvalente ruimte als bijkomende berging, een zomerbar en een zomerterras. Ook de toegankelijkheid voor rolstoelgebruikers en minder mobiele personen werd verbeterd door het installeren van een platformlift.
Het seizoen 2022-2023 zal de club starten onder een nieuwe naam. Na het uitdoven van hoofdsponsor Wara werd er een samenwerking opgezet met LensOnline.be.
Vanaf nu zal de club verder gaan als KVC LensOnline Genk.

## Bekende (ex-)spelers
- Tara Daerden